# San Juan de Aznalfarache
San Juan de Aznalfarache – gmina w Hiszpanii, w prowincji Sewilla, w Andaluzji, o powierzchni 4,11 km². W 2011 roku gmina liczyła 21 663 mieszkańców.
Od 1979 r. San Juan de Aznalfarache ma następujących burmistrzów: Antonio Pérez Sánchez (1979-1995), Isidro González (1995-1999), Juan Ramón Troncoso (1999-2009) i Fernando Zamora Ruiz (od 2009).